# Gromada Stara Wieś (Powiat Pruszkowski)
Gromada Stara Wieś war eine Verwaltungseinheit in der Volksrepublik Polen zwischen 1954 und 1958. Verwaltet wurde die Gromada vom Gromadzka Rada Narodowa dessen Sitz sich in Stara Wieś befand und der aus 13 Mitgliedern bestand.

Die Gromada Stara Wieś gehörte zum Powiat Pruszkowski in der Woiwodschaft Warschau und bestand aus den ehemaligen Gromadas Rusiec, Stara Wieś und Urzut sowie dem Urszulin aus der Gromada Terenia und der Kolonie Żabieniec aus der Gromada Młochów aus der aufgelösten Gmina Nadarzyn.

Zum 1. Januar 1958 wurde die Gromada Stara Wieś aufgelöst und in die Gromada Nadarzyn eingegliedert.